# Eldorado Springs
Eldorado Springs es un lugar designado por el censo ubicado en el condado de Boulder en el estado estadounidense de Colorado. En el año 2000 tenía una población de 557 habitantes y una densidad poblacional de 89,6 personas por km².

## Geografía
Eldorado Springs se encuentra ubicada en las coordenadas 39°56′27″N 105°15′21″O / 39.94083, -105.25583.

## Demografía
Según la Oficina del Censo en 2000 los ingresos medios por hogar en la localidad eran de $48.875, y los ingresos medios por familia eran $96.823. Los hombres tenían unos ingresos medios de $61.625 frente a los $26.750 para las mujeres. La renta per cápita para la localidad era de $42.908. Alrededor del 11,9% de la población estaba por debajo del umbral de pobreza.